# Gołąbek fiołkowozielony
Gołąbek fiołkowozielony (Russula ionochlora Romagn.) – gatunek grzybów należący do rodziny gołąbkowatych (Russulaceae).

## Systematyka i nazewnictwo
Pozycja w klasyfikacji według Index Fungorum: Russula, Russulaceae, Russulales, Incertae sedis, Agaricomycetes, Agaricomycotina, Basidiomycota, Fungi.
Po raz pierwszy opisał go w 1952 r. Henri Charles Louis Romagnesi i nadana przez niego nazwa naukowa jest aktualna. Synonimy”
- Russula grisea var. ionochlora (Romagn.) Romagn. 1953
- Russula palumbina var. ionochlora (Romagn.) M.M. Moser 1967

Polską nazwę podała Alina Skirgiełło w 1991 r.

## Morfologia
KapeluszŚrednica 4,5–7 cm, ywpukły, u starszych okazów płaskowypukły, mięsisty. Powierzchnia zielonkawofioletowa, na środku często zielona, z czasem blednąca do jasnooliwkowej z niewielką ilością ochrowych plamek i ciemniejszym nalotem.
BlaszkiPrawie wolne, gęste, potem rzadsze, o szerokości do 8 mm, cienkie, kruche, z blaszeczkami, gdzieniegdzie rozwidlone, białe, u starszych owocników jasnokremowe, podczas wysychania nieco żółknące.
TrzonWysokość 3–6 cm, grubość 1,3–2 cm, walcowaty, masywny, początkowo pełny, potem pusty. Powierzchnia nieco fioletowo nabiegła.
MiąższDość gruby, biały, nieco żółknący po uszkodzeniu, a w miejscach wyjedzonych przez robaki różowawy. Smak łagodny, zapach słaby, kwaskowaty. Pod wpływem siarczanu żelaza w trzonie staje się różowoczerwony lub szarawy, a w kapeluszu szarooliwkoworóżowawy.
Wysyp zarodnikówBiałokremowy.
Cechy mikroskopowe
Bazydiospory o wymiarach do 7,5 × 6 µm, szeroko elipsoidalne, pokryte niskimi, słabo amyloidalnymi brodawkami z nielicznymi łącznikami i łysinką w postaci małej plamki. Podstawki 45–48 × 6,7–9 µm. Cystydy zwykle wrzecionowate z zaokrąglonym kończykiem, 50–75 × 6,7–10,7 µm. W skórce kapelusza duże dermatocystydy o szerokości do 10 µm.

## Występowanie i siedlisko
Podano jego występowanie w Ameryce Północnej, Europie, Australii i na Nowej Zelandii. W Polsce do 2003 r. podano tylko jedno stanowisko tego gatunku – w Kuźnicy Białostockiej, ale w późniejszych latach podano sporo następnych. Aktualne stanowiska podaje także internetowy atlas grzybów. Znajduje się w nim na liście gatunków zagrożonych i wartych objęcia ochroną.
Naziemny grzyb mykoryzowy. Rozwija się na kwaśnych glebach, głównie w lasach liściastych pod bukami, rzadziej pod dębami i lipami. Owocniki wytwarza od lipca do września.

## Znaczenie
Grzyb jadalny o łagodnym smaku.